# モリセオレガメ
モリセオレガメ（森背折亀、学名：Kinixys erosa）は、リクガメ科セオレガメ属に分類されるカメ。

## 分布
アンゴラ北部、ウガンダ、ガーナ、ガボン、カメルーン南部、ガンビア、ギニアビサウ、コートジボワール南部、コンゴ共和国、コンゴ民主共和国、シエラレオネ、赤道ギニア、セネガル南部、中央アフリカ共和国南部、トーゴ、ナイジェリア南部、ブルキナファソ南部、ベナン南部、リベリア

## 形態
最大甲長37.5cmとセオレガメ属最大種。メスよりもオスの方が大型になり、メスは最大でも甲長28.3cm。背甲はドーム状に盛り上がり、上から見るとやや幅広い。通常は項甲板がなく、稀に項甲板のある個体もいるが小型。第5椎甲板中央部からやや急な角度で傾斜する。縁甲板は左右に12-13枚ずつで、最も後方の縁甲板（通常は第12縁甲板）が癒合する。縁甲板はやや反り返り、第1-8縁甲板は弱く後部縁甲板は強く鋸状に尖る。英名のSerretedは、「鋸歯状の」の意。背甲の甲板の継ぎ目（シーム）は盛り上がり皺状になる。種小名erosaは「侵食された」の意で、シームの皺に由来すると思われる。背甲の蝶番は発達し、肋甲板にも蝶番がある。喉甲板は分厚く、前方へ顕著に突出する。
上顎の先端は突出する。頭部の色彩は褐色や黄褐色で、黄色い斑紋が入ったり側頭部や喉が暗褐色になる個体もいる。前肢の爪は5本で、後肢の爪は4本。四肢や尾の色彩は褐色や暗褐色。
オスは喉甲板がより分厚く、より突出する。

## 生態
熱帯雨林や湿度の高いサバンナの中にある沼、河川の土手、湿地等に生息する。和名は森林に生息することに由来する。浅い水に漬かることも多く、リクガメ科内では泳ぎも上手い。
食性は雑食で、昆虫類、クモ、多足類、等脚類、腹足類、ミミズ、動物の死骸、果実、キノコ等を食べる。嗅覚は発達し食物へ向かい直線的に移動することができる。水中で採食を行うこともある。
繁殖形態は卵生。1回に1-4個の卵を産む。

## 人間との関係
生息地では食用や薬用にされることもある。
開発による生息地の破壊や、食用やペット用としての乱獲等により生息数が激減している。
ペットとして飼育されることもあり、日本にも輸入されている。主に野生個体が流通するが、繁殖個体が流通したこともある。流通は稀。乾燥や低温に弱いことや寄生虫等による感染症にかかりやすいこと、極端な偏食をし餌付かない個体がいること等から極めて飼育の難しい種とされ、長期飼育例も少ない。